# Tito I Ricordi
Tito Ricordi, detto anche Tito I Ricordi per distinguerlo dal nipote omonimo (Milano, 29 ottobre 1811 – Milano, 7 settembre 1888), è stato un editore musicale italiano, figlio di Giovanni Ricordi.

## Biografia
Figlio di Giovanni Ricordi e di Giovannina Vezzoli, compì studi di pianista ed entrò nell'azienda Ricordi nel 1825.
Nel 1838 sposò Giuseppina Arosio, dalla quale ebbe nove figli. 
All'interno dell'azienda di famiglia trascorse i primi anni a lavorare come incisore e calcografo; successivamente gli venne affidata la compilazione di alcuni cataloghi della Ricordi. Fu inoltre allievo di Francesco Pollini e Antonio Angeleri come pianista. Nel corso della sua giovinezza, viaggiò in giro per l'Europa e conobbe i più celebri artisti del tempo, tra i quali Schumann, Liszt e Meyerbeer.
Rilevata dal padre la direzione dell'azienda alla morte di quest'ultimo nel 1853, Tito I riuscì a proseguire il rapporto tra l'editore e Giuseppe Verdi, mettendo a contratto tre opere inedite: I vespri siciliani nel 1855, Simon Boccanegra nel 1857 e Un ballo in maschera nel 1859.
Nel 1858 Tito Ricordi, dopo essersi per anni dedicato al problema della proprietà artistica in Italia, con svariati suo scritti usciti sulla Gazzetta Musicale di Milano, portò la sua tesi al Congresso Internazionale di Bruxelles. Successivamente, nel 1863, Fu uno dei fondatori della Società del Quartetto. A seguito del passaggio di proprietà ottenuto dopo la morte del padre, nel 1871, Tito inviò il figlio Giulio Ricordi in Germania per studiare l'arte delle illustrazioni grafiche e scoprire le ultime innovazioni dell'editoria; nel 1884, Tito inviò inoltre Giuseppe Pollini a Parigi per studiare le ultime macchine editoriale e questi introdusse, al suo ritorno, la tecnica della stampa zincografica e la fotoincisione all'interno di Ricordi.
A seguito delle innovazioni apprese dai confronti con le altre case editoriali in giro per l'Europa, Tito Ricordi iniziò a far crescere la Ricordi, acquistando e assorbendo tutte le case editrici minori che si stavano sviluppando a loro volta in italia, come la Fratelli Clausetti nel 1864 e la ditta Guidi di Firenze nel 1887.
Decise nel 1888, su suggerimento di Giovannina Lucca, di rilevare la casa editrice Lucca, sua diretta concorrente in quegli anni. Nello stesso anno Tito Ricordi morì, venendo sepolto nel Cimitero Monumentale di Milano; la direzione della casa editrice passò al figlio Giulio.